# 哥伦比亚右翼准军事组织
哥伦比亚右翼准军事组织是指哥伦比亚的一些反对马克思列宁主义游击队及其支持者的右翼准军事组织。这些右翼准军事组织掌控哥伦比亚境内绝大多数可卡因和其他毒品的非法贸易。根据哥伦比亚国家历史记忆中心的估计，1981年—2012年，右翼准军事组织造成的平民死亡数占这一时期哥伦比亚国内冲突平民死亡数的38.4%；游击队占16.8%；哥伦比亚安全部队占10.1%；其余27.7%的死亡则由身份不明的武装组织造成。
最早的哥伦比亚右翼准军事组织是冷战期间哥伦比亚军方根据美国反叛乱军事顾问提出的建议组建的，目的是打击左翼政治活动者和武装游击队。后来发展起来的现代哥伦比亚右翼准军事组织，还涉及地主精英、毒贩、安全部队成员、政治人物、平民和跨国公司。目前，哥伦比亚右翼准军事组织仍针对左翼游击队及其支持者实施暴力行为。